# Sport Ranger
Squadron Sport Ranger (Thai’s: ขบวนการ สปอร์ตเรนเจอร์ - Kà-buan Gaan Sà-bpordtà Renje) is een live-action superheldenserie uit Thailand, gelijk in concept aan de Japanse Super Sentai series. De serie ging in première op 6 augustus 2006, en werd uitgezonden op Thai Channel 3.

## Verhaal
De buitenaardse stam genaamd Starhunter heeft al vele planeten verwoest en de energie van deze planeten gestolen. Deze energie hebben ze opgeslagen in twee medailles genaamd de "King Medal" en de "Knight Medal". Starhunters volgende doel zou de aarde zijn, maar voor ze goed en wel met de invasie konden beginnen kwam het Starhunter schip dat de twee medailles vervoerde terecht in een oorlog op Aarde en gingen beide medailles verloren.
Een van de medailles breekt op Aarde in 5 stukken, die worden gevonden door Dr. Earth en zijn team. De tweede medaille wordt gevonden door Dr. Heart. Op een dag wordt deze medaille gestolen en Dr. Hearts lab opgeblazen. Niet lang erna duiken er monsters op. Al snel blijken deze monsters mensen te zijn die de energie uit de gestolen medaille hebben geabsorbeerd.
Dr. Earth gebruikt de vijf stukken van de ene medaille om speciale kostuums te maken zodat vijf mensen kunnen transformeren in de Sport Rangers om deze monsters te stoppen en de tweede medaille terug te krijgen. Ondertussen maakt Starhunter zich klaar voor een tweede invasiepoging.
Aan het eind van de 16e aflevering hebben 3 Sport Rangers zich opgeofferd om het paleis van de Starhunters te vernietigen.

## Personages

### Sport Rangers
- Ace (เอส) / Boxing Red: een voormalige amateurboxer en de leider van het team. Krijgt zijn kracht van het licht.

- Up (อัพ) / Soccer Yellow: krijt zijn kracht van elektriciteit. Voormalig voetbalspeler en de tweede aanvoerder van het team. Hij neemt zijn taak als Ranger het serieust van allemaal.

- New (นิว) / Tennis Green: krijgt zijn kracht van hitte. Hij is het meest enthousiaste en opgewekte teamlid.

- Yu (ยู) / Swimming Blue: krijgt haar kracht van water. Ze is een soort “oudere zus” voor haar andere teamgenoten, en een voormalige zwemkampioen.

- May (เมย์) / Gymnastic Pink: krijgt haar kracht van de wind. Ze lijkt wat verlegen en teruggetrokken, maar gebruikt dit vooral om vijanden te misleiden.

### Hulp
- Dr. Earth (ดร.เอิร์ธ): hoofdwetenschapper van de SSS en mentor van de Sport Rangers.

- Darling (ดาร์ลิ่ง): een computer en adviseur van het team, gelijk in ontwerp aan Mr. Voice uit Boukenger.

### Andere personages
- Po-Po: een klungelige fotograaf en vriend van Ace.
- Uncle Cherry: een verstrooide man die een dranktentje runt.

## Mecha
- Spirit Robo: de robot van het team, die bestaat uit de vijf Spirit Fighters. Ontworpen door Dr. Earth met behulp van Professor Josh in aflevering 10.
  - Spirit Fighter Lead: Boxing Red's voertuig, vormt de torso.
  - Spirit Fighter Brain: Soccer Yellow's voertuig, vormt de benen.
  - Spirit Fighter Heart: Tennis Green's voertuig, vormt de rechterarm.
  - Spirit Fighter Strong: Swimming Blue's voertuig, vormt de linkerarm en het schild.
  - Spirit Fighter Base: Gymnastic Pink's voertuig, vormt het hoofd en het zwaard.

## Cast
- Ronnarid Gnampattanapongchai (รณริชช์ งามพัฒนพงศ์ชัย)— Boxing Red
- Boonyarit Doojphibulpol (บุญญฤทธิ์ ดุจพิบูลย์ผล) — Soccer Yellow
- Todsapon Maaisuk (ทศพล หมายสุข) — Tennis Green
- Woranan Jantararatchamee (วรนันท์ จันทรรัศมี) — Swimming Blue
- Nidchashiita Jaruwat (นิจชิตา จารุวัฒน์) — Gymnastic Pink
- Jerry Fransis Angus (เจอร์รี่ ฟรานซิส แองกุส) — Doctor Earth